# Storyline (álbum)
Storyline é o segundo álbum de estúdio do artista norte-americano Hunter Hayes, lançado em 6 maio de 2014 pela Atlantic Records. O single de avanço, "Invisible", foi lançado em 24 de janeiro de 2014.

## Antecedentes e lançamento
Em novembro de 2013, em entrevista à Billboard, Hayes afirmou que havia começado a trabalhar no seu novo álbum e que já havia terminado de escrever os temas: "O calendário é flexível, e eu vou ficar com ele desse maneira. Eu sinto que a minha equipe fez um bom trabalho de dar-me uma tonelada de espaço. Tenho algumas demos que eu estou terminando agora. Tenho cerca de 60 músicas que eu escrevi para o próximo registro. Eu finalmente sinto que eu tenho material suficiente para escolher minhas favoritas a partir e dizer, OK, mais uma vez eu sinto que estou honestamente representando a mim mesmo, eu estou dizendo o que eu quero dizer. Nada está faltando. Eu não sentei pra escrever outra "Wanted" ou outra isso e aquilo." O artista também revelou que pretendia seguir os passos do seu álbum de estreia, colaborando com o produtor Dann Huff e tocando todos os instrumentos presentes nas faixas. No fim da entrevista, Hayes concluiu que pretendia colaborar com novos profissionais e que passaria três meses em estúdio.
Em dezembro, a Warner Music Nashville divulgou que o artista havia passado onze dias em estúdio trabalhando no disco de originais. No mês seguinte, através de sua conta oficial no Twitter, ele afirmou que estava em estúdio gravando "música nova". Em 27 de janeiro de 2014, em entrevista à Radio News, Hayes afirmou que estava trabalhando na gravação do disco e que levaria cerca um mês e meio para finalizar, todavia já estava submetendo as canções para um test drive. Durante alguns concertos realizados em  janeiro e fevereiro, o artista apresentou canções contidas no álbum, proeminente "Still Fallin" e "Wild Card".
O cantor confirmou em 11 de março de 2014 através da sua conta no Facebook a data de lançamento, o título e o alinhamento de faixas do disco. A partir de 11 de março, o álbum esteve disponível para pré-venda. Stroyline estreou em 29 de abril no serviço de streaming de música dos  Estados Unidos, Spotify. Enquanto que, fisicamente e digitalmente esteve disponível em 6 de maio.

## Composição
Eu acho que eu estava procurando para "Storyline" ficar um pouco mais pessoal, mais coração e alma. Eu queria voltar no tempo para dar mais profundidade. Eu queria sentir como que poderia ter sido um registro mais antigo. Uma das regras era não ter sons de bateria eletrônica. Tudo o que você ouve é criado a partir de instrumentos reais. Há uma série de homenagens ao bluegrass, eu gosto - o bandolim, as harmonias de três partes - e há um monte de referências a guitarristas também. Ao fazer este registro eu realmente estudei Lindsey Buckingham. Na verdade, durante o processo, eu pedi uma guitarra nova, porque isso é o que ele toca.

— Hayes falando o que queria captar no álbum em entrevista ao Boston Globe.
Storyline foi escrito com base no gênero country em sua variação pop, o country pop. O álbum contém ainda elementos e bluegrass e pop rock. Todas as faixas foram escritas por Hayes em colaboração com outros nove compositores, sendo eles Luke Laird, Barry Dean, Troy Verges, Eric Paslay, Bonnie Baker, Katrina Elam, Paul Buckmaster, Sam Ellis e Gordie Sampson. Enquanto a produção das mesmas foi feita por Dann Huff em parceria com o próprio intérprete.
A temática lírica da obra baseia-se basicamente em relacionamentos; "When Did You Stop Loving Me" fala sobre uma garota que deixou de amá-lo; "Secret Love" sobre como manter um relacionamento clandestino; em "Starting Over", ele supera os benefícios de um novo relacionamento, onde ele estará livre de mágoas; "You Think You Know Somebody" transmite um pouco de angústia, especialmente uma vez que é para os contritos de coração. Na faixa-título, ele estabelece uma ideia profundamente inocente de jovens amantes em fuga, enquanto que, em "Still Fallin", enfatiza um compromisso fora de moda.

## Divulgação

### Singles
Em 26 de janeiro de 2014, Hayes apresentou "Invisible" na 56ª edição edição dos Grammy Award. Lodo depois, a faixa foi disponibilizada para download digital através da iTunes Store. "Invisible" desempenhou-se nas tabelas musicais dos Estados Unidos através da tabela principal, Billboard Hot 100 no número 44 e da genérica Hot Country Songs na quarta colocação, além de situar-se na 26ª posição da Canadian Hot 100 e na 17ª da Japan Hot 100. O vídeo musical para "Invisible" foi dirigido por Ray Kay e apresenta cenas de opressão. "Tattoo" foi escolhida como segundo single do disco e enviada para as rádios norte-americanas em 16 de junho de 2014.

### Apresentações ao vivo
Hayes apresentou "Invisible" pela primeira vez em  26 de janeiro de 2014 nos Grammy Awards; onde o artista introduziu a música tocando piano e depois foi ao centro do palco onde situava-se o microfone para apresentar a faixa. Enquanto Hayes cantava a faixa, citações de artistas como Lady Gaga, Steve Jobs, John Lennon e Johnny Depp, espelhando a letra da canção, passavam em um telão. Apresentações ao vivo da obra seguiram em 21 e março no The Ellen DeGeneres Show e em 6 de abril no ACM Awards.
Em 9 de maio, Hayes apresentou "Invisible" e "Tattoo" no programa televisivo Good Morning America. Mais tarde, ainda no mesmo dia, Hayes apresentou "Tattoo" no Late Show with David Letterman. Em 13 de maio seguinte, Hayes apresentou "Invisible" no talk show japônes Sukkiri.

## Recepção pela crítica
| Críticas profissionais | Críticas profissionais |
| Pontuações agregadas   | Pontuações agregadas   |
| Fonte                  | Avaliação              |
| ---------------------- | ---------------------- |
| Metacritic             | 80/100                 |
| Avaliações da crítica  |                        |
| Fonte                  | Avaliação              |
| Allmusic               | [ 14 ]                 |
| Los Angeles Times      | [ 16 ]                 |
| Rolling Stone          | [ 34 ]                 |
| Country Weekly         | A                      |

Storyline recebeu em sua maioria análises positivas dos críticos de música. O portal Metacritic calculou uma média de 80% de aprovação, baseado em quatro opiniões recolhidas. Stephen Thomas Erlewine, da página Allmusic, comentou que "sua destreza instrumental fornece os laços mais apertados para a música country - há sotaque e músculo em suas ligações - e eles são exibidos no início do álbum, mas este é, em geral, um álbum pop orgulhoso, algo que está claro no momento em que o registro alcança seu primeiro single, "Invisible", em pouco antes da metade do caminho". Nick Murray, da Rolling Stone, declarou que o álbum que vem "com arranjos limpos e vocais menos tremidos poderiam levar o cantor e compositor além das rádios country completamente". Mikael Wood do Los Angeles Times, em uma análise positiva, escreveu que "às vezes, este álbum surpreendente forte se sente como afastado do country em direção à espécie de vaga enraizada blue-eyed soul em que John Mayer é especialista. Subtraindo o toque de bandolim na abertura, "Tattoo" pode se encaixar bem ao lado de "Your Body Is a Wonderland". Tammy Ragusa, do Country Weekly, classificou o álbum com A, observando como "Hunter Hayes, mais uma vez produziu uma coleção de músicas que desmente a sua tenra idade, não apenas no conteúdo, mas na confiança vocal."

## Lista de faixas
| Storyline      |                               |                                       |                     |         |  |
| N.º            | Título                        | Compositor(es)                        | Produtor(es)        | Duração |  |
| 1.             | "Wild Card"                   | Hunter Hayes Luke Laird Barry Dean    | Dann Huff Hayes (a) | 3:16    |  |
| 2.             | "Storyline"                   | Hayes Troy Verges Eric Paslay         | Huff Hayes (a)      | 3:25    |  |
| 3.             | "Still Fallin"                | Hayes Melissa Peirce                  | Huff Hayes (a)      | 3:43    |  |
| 4.             | "Tattoo"                      | Hayes Troy Verges Paslay              | Huff Hayes (a)      | 3:17    |  |
| 5.             | "Invisible"                   | Hayes Bonnie Baker Katrina Elam       | Huff Hayes (a)      | 4:36    |  |
| 6.             | "...Interlude"                | Hayes Elam Dean Baker Paul Buckmaster | Huff Hayes (a)      | 0:53    |  |
| 7.             | "You Think You Know Somebody" | Hayes Sam Ellis                       | Huff Hayes (a)      | 4:27    |  |
| 8.             | "Flashlight"                  | Hayes Verges Dean                     | Huff Hayes (a)      | 4:47    |  |
| 9.             | "When Did You Stop Loving Me" | Hayes Ellis                           | Huff Hayes (a)      | 4:28    |  |
| 10.            | "...Like I Was Saying (Jam)"  | Hayes Ellis                           | Huff Hayes (a)      | 1:42    |  |
| 11.            | "Secret Love"                 | Hayes Ellis                           | Huff Hayes (a)      | 3:38    |  |
| 12.            | "Nothing Like Starting Over"  | Hayes Baker Elam                      | Huff Hayes (a)      | 3:53    |  |
| 13.            | "If It's Just Me"             | Hayes Verges Gordie Sampson           | Huff Hayes (a)      | 3:42    |  |
| 14.            | "Love Too Much"               | Hayes Ellis                           | Huff Hayes (a)      | 4:19    |  |
| Duração total: | Duração total:                | Duração total:                        | Duração total:      | 50:03   |  |

| Edição japonesa |                                 |         |  |
| N.º             | Título                          | Duração |  |
| 15.             | "Invisible" (Rehearsal session) |         |  |
| 16.             | "Wild Card" (Rehearsal session) |         |  |

Notas
- Nota a: Denota um co-produtor.

## Desempenho nas tabelas musicais
| País — Tabela musical                     | Melhor posição |
| ----------------------------------------- | -------------- |
| Canadá (Billboard)                        | 2              |
| Estados Unidos (Billboard 200)            | 3              |
| Estados Unidos (Billboard Country Albums) | 1              |
| Japão (Oricon)                            | 38             |

## Histórico de lançamento
| País           | Data              | Formato(s)           | Editora discográfica |
| -------------- | ----------------- | -------------------- | -------------------- |
| Canadá         | 6 de maio de 2014 | CD, Download digital | Atlantic             |
| Estados Unidos | 6 de maio de 2014 | CD, Download digital | Atlantic             |
| Japão          | 7 de maio de 2014 | CD, Download digital | Warner Music Japan   |